# ژان-ماری لوبلان
ژان-ماری لوبلان (فرانسوی: Jean-Marie Leblanc‎; ۲۷ ژوئیهٔ ۱۹۴۴ – ) روزنامه‌نگار، و دوچرخه‌سوار اهل فرانسه بود.
از باشگاه‌هایی که در آن رکاب زده‌است می‌توان به پلفورت–سوواژ–لوژان و تیم دوچرخه‌سواری بیک اشاره کرد.